# Supermensch – Wer ist Shep Gordon?
Supermensch – Wer ist Shep Gordon? (Originaltitel: Supermensch: The Legend of Shep Gordon) ist ein US-amerikanischer Dokumentarfilm von Mike Myers über den Hollywood-Manager Shep Gordon. Der Film verfolgt Gordons Karriere, der Rockstars wie Alice Cooper und Blondie managte, als Filmproduzent tätig war und das Konzept des Celebrity Chefs erfand, von den 70er Jahren bis heute. Für Mike Myers ist die Produktion sein Debüt als Regisseur.
Supermensch wurde 2013 auf dem Toronto International Film Festival uraufgeführt. Er gewann auf dem Sarasota Film Festival 2014 den Audience Award für den besten Dokumentarfilm  und wurde im gleichen Jahr auf dem Tribeca Film Festival gezeigt. Offizieller deutscher Kinostart war der 18. September 2014.

## Handlung
Nach seinem Studium an der University at Buffalo zieht Shep Gordon nach Kalifornien, wo er zunächst als Bewährungshelfer arbeitet. Nachdem er von einer Gruppe Jugendlicher verprügelt wird, beschließt Gordon, die Stelle aufzugeben und begibt sich nach Los Angeles. Im Hollywood Landmark Hotel trifft er auf Janis Joplin, Jimi Hendrix und Alice Cooper, deren Manager er wird. Durch die Inszenierung verschiedener Skandale um Alice Cooper wird dieser einer der erfolgreichsten Rockmusiker der Zeit. Gordon nimmt weitere Künstler wie Groucho Marx, Anne Murray und Teddy Pendergrass sowie den Koch Roger Vergé unter Vertrag und managt diese erfolgreich.
Der Film thematisiert auch Privates, wie Gordons Beziehung zu den Enkeln seiner ehemaligen Lebensgefährtin Winona Williams, die er regelmäßig in New York besucht und finanziell unterstützt. Mit der PR-Managerin und Produzentin Carolyn Pfeiffer gründet er Alive Films. Unter Alive Films produzieren sie Filme wie Koyaanisqatsi und Die Duellisten. Auf dem Filmfestival in Cannes lernt Shep Gordon Sharon Stone kennen, mit der er eine mehrjährige Beziehung führt und die ihn dem Dalai Lama vorstellt. Gordon wird für die Zeit seiner USA-Reise der Koch des Dalai Lama und schließlich Manager des Präsidenten des Tibet Fund, Rinchen Dharlo.
Als Pendergrass durch einen schweren Autounfall querschnittsgelähmt wird, ist es Gordon, der ihm die Nachricht im Krankenhaus überbringt. Gordon ist auch derjenige, der Pendergrass' ersten öffentlichen Auftritt nach dem Unfall beim Live-Aid-Benefizkonzert arrangiert.
Nachdem Gordon über mehrere Jahre Roger Vergé begleitet, wird er schließlich dessen Road-Manager. Da die Starköche für ihre Auftritte nur schlecht bezahlt werden, gründet er Alive Culinary Resources, um eine Vielzahl von bekannten Köchen zu managen und für sie Fernsehverträge mit dem Sender Food Network abzuschließen. Durch seine Arbeit als Manager von Spitzenköchen lernt Gordon schließlich die Rohkostexpertin Renée Loux kennen, die er zwei Jahre später heiratet.
Die Ehe wird nach einigen Jahren wieder kinderlos geschieden.
2012 muss Shep Gordon in Folge einer schweren Dünndarmerkrankung operiert werden. Seine Überlebenschancen werden auf 20 Prozent geschätzt. Gordon überlebt den Eingriff. Der Film schließt mit Gordon, der über die Schattenseiten des Ruhms und sein Leben als Manager reflektiert.

## Rezeption
Supermensch wurde von der amerikanischen Fachpresse überwiegend positiv aufgenommen. Rotten Tomatoes verzeichnet einen Anteil positiver Wertungen von 79 % aus 80 Kritiken. Die durchschnittliche Bewertung liegt bei 6,6/10. David Rooney bezeichnete den Film in seiner Kritik für The Hollywood Reporter als „lebhaft, fesselnd und doch zerstreut“. Myers mangelnde Erfahrung als Regisseur zeige sich an der abgehackten Erzählung. Robert Abele nannte den Film in seiner Kritik für die Los Angeles Times „unbeschwert, stürmisch und anekdotenreich“, kritisierte aber die hektische Montage zwischen Archivmaterial, Interviews und nachgestellten Szenen.